# РоАЗ-5236
РоАЗ-5236 — российский городской низкопольный автобус большого класса производства Ростовского автобусного завода. Предназначен для крупных городов с интенсивным пассажиропотоком. Выпускался с 2008 года по 2011 год.
Автобус комплектовался двигателем Deutz (Евро-3), портальными («низкопольными») мостами ZF AV 132/87°, автоматической коробкой передач ZF Ecomat.
По состоянию на июль 2010 года было выпущено около ста автобусов РоАЗ-5236, все они эксплуатируются в Ростове-на-Дону, а также один б/у автобус в Воронеже. Автобус имеет вариант с тремя дверьми, без двери в заднем свесе кузова.

## История создания модели
Автобус РоАЗ-5236 производился на заводе «Красный Аксай» в Ростове-на-Дону. Об организации автобусного производства на данной промышленной площадке группой ТагАЗ было объявлено в мае 2007 года, а в августе 2008 года на Московском международном автотранспортном форуме в «Крокус-Экспо» был впервые представлен серийный образец, причём на выставку прибыл автобус с заводским номером 000020. Столь быстрое освоение новой модели стало возможно благодаря сочетанию нескольких факторов: накопленного опыта группы ТагАЗ в производстве коммерческой техники (на заводе РЗГА производились грузовые автомобили и автобусы Hyundai County); использование проекта модели, разработанного ОАО «Укравтобуспром»; примененение в конструкции автобуса надёжных и проверенных комплектующих ведущих мировых производителей — Deutz, ZF, позволяющих сократить время доработки и доводки модели.
Разработкой машины РоАЗ занимался совместно с львовским ОАО «Укравтобуспром». Машина представляет собой основательно переработанную модель Тур А181, представленную ещё в 1998 году (единственный экземпляр работает ныне в львовском аэропорту). Вторая попытка производства этой модели состоялась в 2006 году днепропетровским заводом «Южмаш», но также осталась в единственном опытном экземпляре (ЮМЗ А186). На сегодняшний день РоАЗ-5236 является самым массовым и самым современным воплощением данной базовой модели. Машина имеет характерную компоновку и внешний вид благодаря размещению двух двухстворчатых дверей и накопительных площадок в пределах колёсной базы (самом комфортном месте салона автобуса), сиденья размещены на подиумах, под которыми скрыты элементы подвески, пневмосистемы, топливный бак. Внешний вид автобуса был доработан в Германии, оттуда же поставлялись элементы остекления, электротехники, двигатель, портальные мосты, коробка передач и рулевое управление.
Рыночные перспективы и производственный план модели были сильно скорректированы экономическим кризисом 2008 года. До конца первого года планировалось выпустить двести автобусов, в реальности эта цифра не была достигнута и к июлю 2010 года. Модель предназначалась прежде всего для удовлетворения нужд южных регионов России, в первую очередь, активно развивающихся Ростовской области и Краснодарского края, особенно в условиях подготовки к Сочинской олимпиаде 2014 года. В настоящее время выпущенные автобусы работают в ростовских транспортных предприятиях, причём для Ростова-на-Дону эта модель не очень удобна, поскольку в городе применяется принцип входа пассажиров через переднюю дверь с оплатой проезда водителю, вследствие чего заложенный потенциал модели (четыре двери) не используется.
Стоимость модели была ниже, чем у тогда конкурировавших низкопольных «Волжанин СитиРитм» и HефАЗ-VDL, однако выше, чем у ЛиАЗ-5292.
| Колёсная формула   | 4х2                                               |
| Кузов              | Несущий, вагонной компоновки                      |
| Ширина дверей      | 1200                                              |
| Ресурс кузова, лет | 12                                                |
| Тормозная система  | пневматическая                                    |
| Вентиляция         | Естественная через люки и форточки                |
| Система отопления  | радиаторного типа                                 |
| Мост               | ZF AV 132/87°, портальный с колесными редукторами |